# Insula (hersenen)
De insula of het eiland van Reil is een deel van de hersenen dat ligt aan het laterale oppervlak van de grotehersenhelften. Het hersengebied is vernoemd naar de Duitse anatoom Johann Christian Reil

## Anatomie
De insula vormt een overgang tussen de neocortex en de paleocortex. Zij bestaat uit een voorste - en achterste deel, de insula anterior en de insula posterior en is een onderdeel van fissura lateralis (groeve van Sylvius) en achter de slaapkwab gelegen. Het deel van de hersenen dat de insula bedekt, heet het operculum (deksel). De insula ontvangt vezelverbindingen uit de nucleus ventralis medialis van de thalamus en de nucleus centralis van de amygdala. Er zijn ook veel efferente projecties, vooral vanuit de insula anterior naar de amygdala. Er zijn reciproke verbindingen met de secundaire somatosensibele schors.

## Functie
De functies van de insula lijken complex en gevarieerd. Aangenomen wordt dat het gebied zintuiglijke prikkels samenbundelt binnen een emotionele context. De insula anterior lijkt daarbij gerelateerd aan reuk, smaak, visceraal-autonome en limbische functies. De insula posterior aan geluid, tast, en proprioceptieve (vooral: skelet/spier) functies. Ook lijkt de insula betrokken bij pijnervaringen en basale emoties als afkeer, angst woede e.d. Laesies van dit gebied gaan soms samen met een afasie van Broca. Mogelijk speelt de insula een centrale rol bij de beleving van representaties van het lichaamsschema, en de hiermee verbonden subjectieve belevingen.
Recent is door Naqvi e.a. voorgesteld dat een mogelijk verband bestaat tussen verslaving aan nicotine en de werking van de insula. Intensieve rokers bleken na een beschadiging van hun insula geen behoefte aan sigaretten meer te hebben. Ten slotte hebben onderzoeken aannemelijk gemaakt dat de insula deel uitmaakt van een grootschalig netwerk, het saliencenetwerk dat als voornaamste taak heeft het opmerken van opvallende gebeurtenissen in de omgeving en de sturing van aandachtprocessen.